# Wild Chimpanzee Foundation

La Wild Chimpanzee Foundation est une association multinationale de sauvegarde des chimpanzés fondée par le primatologue Christophe Boesch en 2000, en Suisse. Elle exerce ses activités en Côte d'Ivoire, Guinée, Sierra Leone ainsi qu'au Libéria, en étroite collaboration avec l'Institut Max-Planck d'anthropologie évolutionniste.